# هيرمان شليغل
هيرمان شليغل (بالألمانية: Hermann Schlegel)‏ (و. 1804 – 1884 م) هو أحيائي، وعالم طيور، وعالم، وعالم البحار من ألمانيا . ولد في آلتنبورغ . وكان عضواً في الأكاديمية الملكية الهولندية للفنون والعلوم، والأكاديمية الروسية للعلوم، والأكاديمية البروسية للعلوم .
توفي في لايدن، عن عمر يناهز 80 عاماً.

## مناصب وهيئات
أدار جامعة لايدن.